# Acanthosphinx guessfeldtii
Acanthosphinx guessfeldtii is een vlinder uit de familie van de pijlstaarten (Sphingidae). De wetenschappelijke naam van de soort is als Ambulyx güssfeldtii voor het eerst geldig gepubliceerd in 1879 door Hermann Dewitz.
De soort komt voor in het Afrotropisch gebied.